# Missionsetnografiska utställningen
Missionsetnografiska utställningen var en vandringsutställning som gjordes av missionär Johan Hammar i mars 1913. Utställningen öppnade i den numera rivna Betlehemkyrkan i Göteborg 1 mars 1913 till 8 mars och visade föremål och bilder från Svenska Kongomissionen. År 1907 hade Etnografisk missionsutställningen visats i Stockholm och Hammars nya utställning var tydligt inspirerad av denna. I anslutning till utställningen visade Hammar skioptikonbilder. Föremålen hade Hammar och hans fru samlat in. En stor del av föremålen och bilderna köptes in av Göteborgs etnografiska museum (senare Världskulturmuseet). Utställningen visades därefter i Jönköping och i Örebro i Vasakyrkan. Även missionär Wilhelm Sjöholm medverkade vid utställningarna.